# Aobōzu

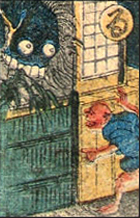
Aobōzu được mô tả trong một cỗ bài karuta.

Aobōzu (青坊主 , Hán Việt: Thanh Phường Chủ, "Hòa thượng xanh") là một yêu quái Nhật Bản (yōkai). Hình ảnh Aobōzu có thể được tìm thấy ở nhiều nơi của Nhật Bản, nhưng chính xác những gì nó có thể thay đổi. Ngoài ra còn có một hình ảnh dưới tên này trong bộ sưu tập hình ảnh Gazu Hyakki Yagyō của Toriyama Sekien.

## Trong Gazu Hyakki Yagyō

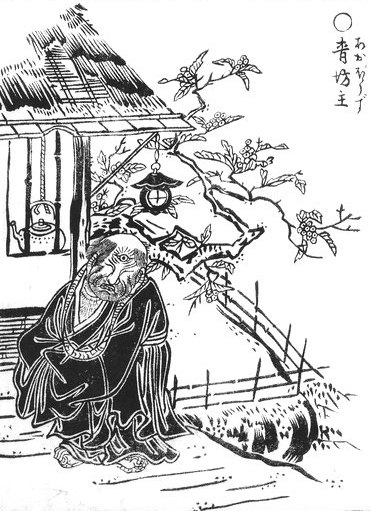
"Aobōzu" từ Gazu Hyakki Yagyō bởi Sekien Toriyama

Bức ảnh của Sekien mô tả những gì dường như là một linh mục một mắt đứng cạnh một túp lều tranh, nhưng Gazu Hyakki Yagyō không đi kèm với bất kỳ văn bản giải thích nào, vì vậy không biết chính xác đây là loại yêu quái nào, nhưng nó được coi là dựa trên mehitotsu-bō mô tả các bức tranh Thời kỳ Edo trước Sekien, như Hyakkai Zukan của Sawaki Suushi.
Có ý kiến cho rằng "ao" (màu xanh) có thể ám chỉ đến sự non nớt, nên có lẽ Sekien đã vẽ một linh mục không được đào tạo đầy đủ như một yêu quái.